# Letca (Sălaj)
Letca è un comune della Romania di 2 103 abitanti, ubicato nel distretto di Sălaj, nella regione storica della Transilvania. 
Il comune è formato dall'unione di 9 villaggi: Ciula, Cozla, Cuciulat, Lemniu, Letca, Purcăreț, Șoimușeni, Toplița, Vălișoara.
Di particolare interesse la chiesa lignea di Santa Maria (Sf. Maria), costruita nel 1665, secondo quanto riportato da un'iscrizione posta sopra il portale d'ingresso, e contenente decorazioni pittoriche eseguite nel 1807.

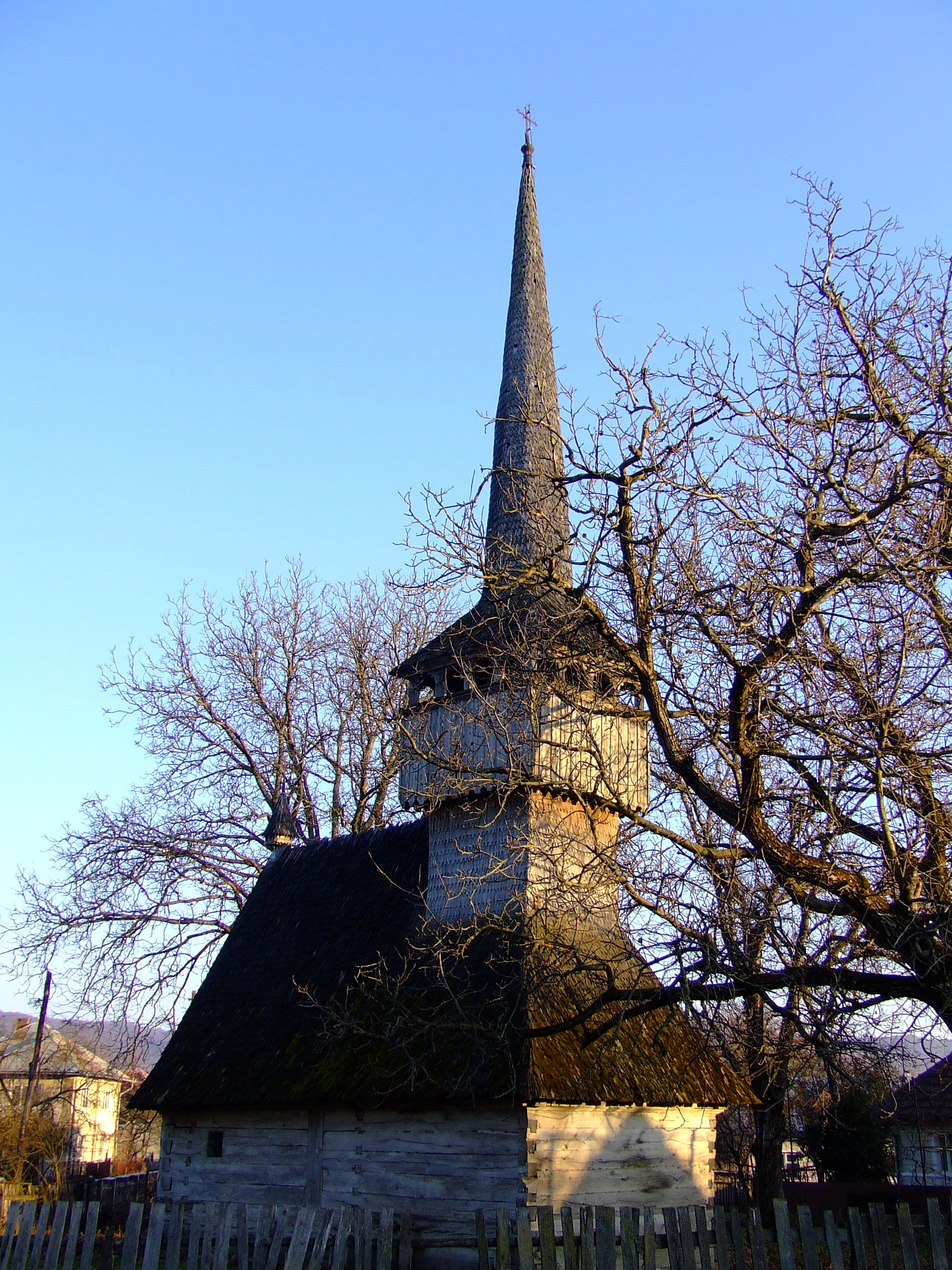
La chiesa lignea di Letca